# غابريلا برايس
غابريلا برايس (بالإنجليزية: Gabby Price)‏ هو لاعب كرة قدم أمريكية أمريكي، ولد في 2 أبريل 1949.